# رکال
رکال (انگلیسی: Racal) شرکت الکترونیک بریتانیایی است، که در سال ۱۹۵۰ تأسیس شد.